# 尤卡吉尔人
尤卡吉尔人，又译育卡格赫人，是一个居住在俄羅斯遠東地區科雷马河流域的民族。

## 地理分布
冻原尤卡吉尔人居住在萨哈共和国科雷马河下游地区，泰卡尤卡吉尔人居住在萨哈共和国和马加丹州中坎區的科雷马河上游地区。在17世纪俄国殖民之前，尤卡吉尔各部落居住的地界在勒拿河到阿纳德尔河河口之间。由于流行病、内部冲突和沙皇殖民政策的缘故，在17至19世纪时尤卡吉尔人的数量减少。其中沙皇殖民政策可能导致了对定居从事狩猎捕鱼的阿瑙尔部落的种族灭绝。一部分尤卡吉尔人已经同化至雅库特人、鄂溫人及俄罗斯人。
现今尤卡吉尔人居住在俄罗斯联邦内的萨哈共和国和楚科奇自治区。据2002年的人口普查，他们的人口数量为1,509人，比1989年人口普查中的1,112人有所上升。
据最近在2001年举行的乌克兰人口普查中，有12个尤卡吉尔人居住在乌克兰。仅有两人列出尤卡吉尔语为他们的母语。

## 语言
尤卡吉尔语系是一个由两门关系紧密的语言所组成的小型语系。这两门语言是冻原尤卡吉尔语和科雷马尤卡吉尔语，以前还有更多的语言，但现今已经消亡了。这些语言的分类不明，它们的起源及与其它语言的关系未知。一些学者认为它们跟乌拉尔语系有遥远的亲属关系，但多数乌拉尔语言学家并不接受这个观点。这两门语言现在濒临灭绝，因为不多于370人能说它们。现今大多数尤卡吉尔人说雅库特语和俄语。